# Vulvovaginitis candidòtica
La vulvovaginitis candidòtica (o candidiàsica), candidosi (o candidiasi) vulvovaginal o moniliosi (o moniliasi) vulvovaginal és una candidosi a la vagina (i vulva) que produeix una leucorrea blanca, amb pruïja.
La candidiasi de la vagina pot causar candidiasis congènita en nadons.

## Etiologia
- Pot ser per transmissió sexual.
- Alteració de la microflora vaginal, que afavoreix la proliferació del fong, per exemple per tractament antibiòtic d'ampli espectre.
- La diabetis mellitus és un factor de risc.

## Tractament
Antifúngic.